# Chanco (Los Lagos)
Chanco es un caserío de la comuna de Los Lagos, ubicada en la provincia chilena de Valdivia, al sur de su capital comunal.

## Hidrología
Chanco se encuentra junto al estero Curaco.

## Accesibilidad y transporte
Chanco se encuentra a 12 km de la ciudad de Los Lagos a través de la Ruta T-39.